# Digital portefølje
En digital portefølje, også kaldet digital portfolio, er en samling af digitale dokumenter, herunder tekstdokumenter, billeder, video, blogindlæg m.v. Den digitale portefølje kan anvendes som et læringsværktøj og har 4 grundlæggende kendetegn:
1. Eleven danner en digital mappe med en samling af arbejder udført over  en periode.
2. Mappen kan indeholde alle typer arbejder, f.eks. tekstdokumenter, video og lydfiler
3. Refleksion og selvevaluering er væsentlige elementer i porteføljemetoden
4. Både arbejdsprocessen og det endelige produkt er vigtige

De digitale porteføljer kan deles op i 4 hovedtyper:
- Kompetenceporteføljen, hvis formål er at dokumentere en persons kompetencer med henblik på at søge job, studieplads eller lignende.

- Evalueringsporteføljen, hvor hovedformålet er at evaluere eleven ud fra porteføljens indhold.

- Læringsporteføljen er udelukkende en arbejds- og læringsportefølje. Porteføljen bliver et værktøj i læreprocessen og involverer ofte et samarbejde med øvrige elever og læreren.

- Lærings- og evalueringsporteføljen er en kombination af de to sidstnævnte porteføljetyper, og man søger hermed at opnå både en bedre indlæring og et bedre grundlag for at evaluere eleven. I Danmark er det især denne mappetype, der har vundet frem.